# Arquitetura conceitual
Arquitetura conceitual é um termo cunhado para definir tipos de construções e práticas para fazer uso do conceitualismo em arquitetura. É caracterizada pela introdução de ideias ou conceitos externos frequentemente com um significado para ampliação da área.